# Paroxyethira hendersoni
Paroxyethira hendersoni is een schietmot uit de familie Hydroptilidae. De soort komt voor in het Australaziatisch gebied.